# کلان (شمیرانات)
کلان یکی از روستاهای دهستان لواسان بزرگ بخش لواسانات در شهرستان شمیرانات استان تهران ایران است. در کلان سه نام خانوادگی عمده وجود دارد به ترتیب بازیان، مقدادیان، عنقائی

## جمعیت
در سرشماری سال ۱۳۸۵ جمعیت این روستا ۵۴۶ نفر در ۱۴۲ خانوار ثبت شده است .

## زبان
زبان گفتاری مردم روستای کلان تاتی است.